# La Guerra del Pacífico en imágenes, relatos y testimonios
La Guerra del Pacífico en imágenes, relatos y testimonios es una obra del historiador chileno Rafael Mellafe junto con el investigador Mauricio Pelayo, originalmente publicado en el 2007 en Santiago de Chile. Este libro abarca una cronología de todos los sucesos relevantes ocurridos durante la Guerra del Pacífico, junto a los principales antecedentes y consecuencias de la guerra, donde fueron directamente involucrados los países de Chile, Perú y Bolivia.

## Estructura
El libro se divide en 8 partes principales. Estas partes siendo:

### Introducción
El libro inicia con las causas de la guerra. Luego, presenta la declaración de guerra de Bolivia a Chile el 1 de marzo, y finalmente la declaración de guerra de Chile a Perú y Bolivia el 5 de abril. Después, nos da un resumen de las capacidades y fuerzas de las tres fuerzas beligerantes: sus economías, el número de población,cantidad de oficiales y soldados,y su líder respectivo. Acto seguido, nos muestra las armas usadas por el Ejército de Chile y la composición del ejército; y las fuerzas de las armadas enfrentadas.

### Desembarco en Antofagasta
La Cronología empieza con el desembarco chileno en Antofagasta, y la posterior ocupación. Se resalta el Combate de Calama, siendo este el primer enfrentamiento armado de la guerra, y el inicio del Bloqueo de Iquique. 

### Campaña Marítima
Luego, se relata la Campaña Marítima. Inicia con la expedición al Callao, organizada por el contralmirante Juan Williams Rebolledo; dejando al capitán de fragata Arturo Prat Chacón a cargo del bloqueo de Iquique. Ocurren los combates de Iquique y Punta Gruesa. Se resalta el periodo conocido como las Correrías del Huáscar, periodo que termina con el Combate naval de Angamos, donde el monitor Huáscar y la corbeta Unión son emboscadas por virtualmente toda la flota chilena. En este combate es capturado el monitor Huáscar y su comandante, el contralmirante Miguel Grau Seminario, muere.

### Campaña de Tarapacá
Se inician los preparativos para la Campaña de Tarapacá, siendo organizada por el ministro de Guerra y Marina chileno Rafael Sotomayor. Inició con el Asalto y Toma de Pisagua y culmina con la Batalla de Tarapacá. Esta batalla resulta en victoria peruana, pero el general peruano Juan Buendía ordenaría la retirada a Arica, ocasionando así la derrota de la campaña. La magnitud de la retirada se contempla en el telegrama enviado por el ministro Sotomayor al presidente Pinto el 30 de noviembre, "El departamento de Tarapacá está libre de enemigos."

### Campaña de Tacna y Arica
El gobierno chileno sabía que las fuerzas de la Alianza se habían concentrado en el eje Tacna-Arica, lo que daría inicio a la Campaña de Tacna y Arica. Se cambia el Mando en el Ejército de Chile, pasando el mando del general Erasmo Escala al general Manuel Baquedano. El primer objetivo sería la ciudad de Tacna, el segundo objetivo sería la ciudad de Arica. Ocurriría la batalla de Tacna, que terminaría en una victoria chilena.
A causa de esta derrota, Bolivia se retira militarmente del conflicto, quedando el Perú solo contra Chile. Tras la huida de las tropas aliadas, la dotación peruana apostada en Arica quedaba completamente aislada. El 5 de junio, el sargento mayor José de la Cruz Salvo es enviado como parlamentario ante Francisco Bolognesi, el jefe de la plaza. El siguiente es su diálogo: Bolognesi. "Le oigo a usted señor." Salvo. "Señor, el General en Jefe del Ejército de Chile, deseoso de evitar un derramamiento inútil de sangre (...) me envía a pedir la rendición de esta plaza." Bolognesi. "Tengo deberes sagrados y los cumpliré quemando el último cartucho." Fue unánime el apoyo de la decisión de Bolognesi. 
Iba a ser una batalla de 5.380 soldados chilenos contra alrededor de 1.890 soldados peruanos. El día 7 de junio de 1880 se daría la Batalla de Arica. A las 9 AM se concluyeron las acciones bélicas, Arica había caído en manos chilenas. 

### Campaña de Lima
El gobierno del presidente Pinto no estaba convencido de querer seguir con la guerra y mucho menos llegar hasta Lima. El debate se adentró en el Congreso, donde el diputado José Manuel Balmaceda afirma, "la paz está en Lima o no esta en ninguna otra parte." José Francisco Vergara, el nuevo Ministro de Guerra y Marina, declaró ante el Gobierno, "Atacaremos al enemigo donde esté; en Lima si allí estuviese." El objetivo político y estratégico de esta campaña estaba claro: conquistar militarmente la capital del Perú. El ejército chileno aumentó su dotación a cerca de 42.000 hombres.
El gobierno chileno organiza una expedición, a fin de hostilizar al enemigo en el norte de Perú, a cargo del capitán de navío Patricio Lynch. Ocurren las Conferencias de Paz de Arica, las cuales fracasaron. Ocurre el combate del Manzano, y los combates de Rinconada y Manchay. 
El 13 de enero de 1888 sucedería la Batalla de San Juan y Chorrillos, se enfrentarían 25.100 soldados chilenos contra aproximadamente 27.000 soldados peruanos. Sería la batalla más grande de la historia sudamericana del siglo XIX, resultó en una victoria chilena. El 15 de enero de 1881 ocurriría la Batalla de Miraflores, esta sería la última derrota peruana antes de que los chilenos entraran a Lima. En la tarde del 17 de enero, las tropas chilenas entraron a Lima. 

### Campaña de la Sierra
El contralmirante Patricio Lynch, el Comandante en Jefe del Ejército de Ocupación, puso orden a la ciudad ocupada. El general Andrés Avelino Cáceres toma rumbo hacia la Sierra, donde se encargó de estructurar un ejército de resistencia. Prácticamente todos los días había algún tipo de encuentro de armas entre ambos contendientes. Después de 2 años de constante lucha, ocurre la Batalla de Huamachuco, siendo considerada la última gran batalla del conflicto. Se estima que las bajas del Ejército de Cáceres rondaron el 50%. En los hechos, la última resistencia organizada contra la ocupación de Chile había sido derrotada y aniquilada en Huamachuco. La guerra virtualmente había terminado. 

### Final del Libro
Se firma el Tratado de Ancón el 20 de octubre de 1883 entre Perú y Chile. Se realiza un Pacto de Tregua el 4 de abril de 1884 entre Bolivia y Chile. Con estos acuerdos, se declara la cesación del conflicto armado. Al final del libro se encuentra los principales tratados involucrados en el conflicto. También se contiene un anexo extenso de mapas, cartas, croquis y diagramas, y una amplia bibliografía.